# ريو دو أنتونيو
ريو دو أنتونيو بلدية في ولاية باهيا في المنطقة الشمالية الشرقية من البرازيل.